# Кореневщина (Ляховичский район)
Кореневщина (бел. Каранеўшчына) — деревня в Ляховичском районе Брестской области Белоруссии, входит в состав Новосёлковского сельсовета. Население — 129 человек (2019).

## География
Кореневщина находится на левом берегу реки Ведьма в 6 км к северу от центра города Ляховичи. Рядом расположены деревни Крегли, Прончаки, Божки, Улазовичи. Через деревню проходит местная дорога Крегли — Улазовичи — Подлесье.

## История
Кореневщина — бывшая усадьба рода Мартиновских. В 1847 году его унаследовал Ромуальд Лопоть. Во второй половине XIX века он выстроил здесь усадьбу с двухэтажным кирпичным усадебным домом и пейзажным парком.
В начале XX века усадьба перешла сыну Ромуальда — Витольду. Лопотям усадьба принадлежала до 1939 года. Согласно Рижскому мирному договору (1921) деревня вошла в состав межвоенной Польши, с 1939 года — в БССР. После Великой Отечественной войны в усадебном доме размещались школа, контора и, наконец, правление колхоза.

## Достопримечательности

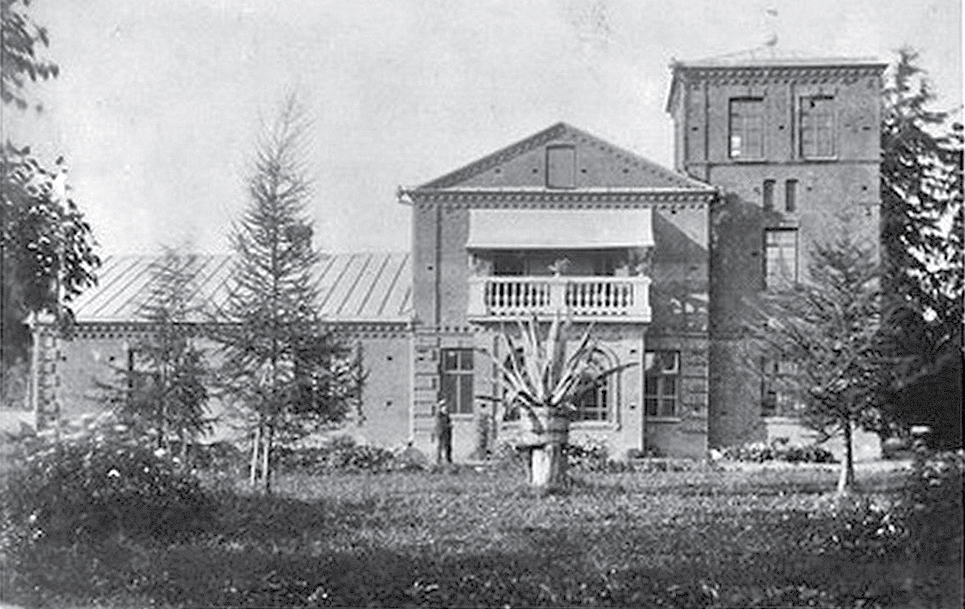
Усадьба

- УсадьбаБывшая усадьба Мартиновских — Лопотей. Усадебный дом сохранился, сохранились также фрагменты парка